# HMS Dorsetshire (40)
El HMS Dorsethire (40)  fue un crucero pesado cabeza de la clase County  perteneciente a la Real Marina Británica que participó en la Segunda Guerra Mundial.  Se le conocía coloquialmente como el Dorset, su cuasigemelo fue el HMS Norfolk. Su nombre fue en remembranza del condado sureño de Dorset en Inglaterra.

## Historia

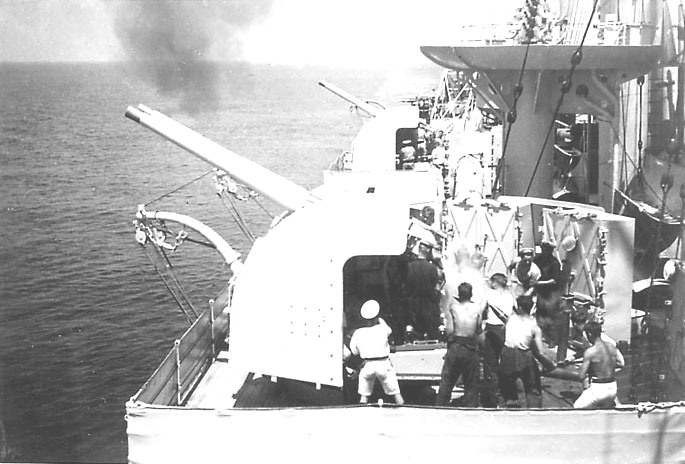
Batería de cañones antiaéreos de 102 mm Mk V a babor del HMS Dorsetshire.

El HMS Dorsetshire fue asignado al 2º escuadrón de cruceros pesados y destinado a Simon´s Town  desde 1934 a 1937 en las costas de África y luego pasó a las aguas de China hasta 1939.
En los albores de la Segunda Guerra Mundial, estando al mando del capitán Benjamin Charles Stanley Martin  fue enviado al Atlántico en persecución del acorazado de bolsillo alemán Graf Spee zarpando desde China junto al HMS Cornwall  el 13 de diciembre de 1939, justo el mismo día de la  Batalla del Río de la Plata, la travesía a toda máquina se interrumpió  el 17 de diciembre cuando los alemanes hundieron su propia nave a la salida del estuario.  El Dorset fue enviado entonces a Ciudad del Cabo, donde embarcó voluntarios y zarpó a Inglaterra.
En 1940, mientras estaba de patrulla en aguas del Atlántico, a la altura de Cold Cape detuvo al buque de aprovisionamiento alemán Wakama el cual fue hundido por su propia tripulación.  Recogió a la tripulación y se dirigió hacia las islas Malvinas, donde recogió a los heridos  del HMS Exeter, uno de los cruceros más dañados en el combate con el Graf Spee, transfiriéndolos junto a sus prisioneros a Ciudad del Cabo, en África. 
Desde este punto se dirigió a Selborne  para reparaciones en dique seco. El 25 de mayo de 1940, regresó a Plymouth, Inglaterra donde sólo estuvo apenas una semana y fue enviado a Freetown en África arribando en junio. Posteriormente fue enviado a Dakar para escoltar al acorazado francés  Richeliu en la ruta hacia Casablanca, pero la unidad francesa recibió órdenes de retornar a Dakar. 
El Dorsetshire prosiguió su ruta para monitorear al resto de la flota francesa y en julio se dirigió al puerto de Durban para reparaciones en dique seco.
En noviembre de 1940, continuando al mando el capitán Benjamin Charles Stanley Martin,  fue enviado a bombardear posiciones italianas en las costas somalíes y posteriormente participó en la búsqueda del Acorazado de bolsillo Admiral Scheer en aguas del Océano Índico. Estando en esas aguas, capturó el 18 de enero de 1941 al carguero francés Mendoza y lo escoltó hasta Takaradi.
En mayo de 1941, zarpó a toda velocidad desde Selborne y se unió al HMS London en la cacería del acorazado Bismarck encontrándolo a 400 mn Brest, en la última etapa de su batalla final cuando ya el acorazado estaba vencido y hundiéndose,  el 27 de mayo de 1941, donde torpedeó con tres artefactos al navío cuando este ya escoraba próximo al hundimiento. 
Posteriormente ya concluido el combate, los navíos mayores se retiraron por falta de combustible, quedando el Dorsetshire y el HMS Maorí en el sector para verificar el hundimiento, una vez ocurrido, el Dorsetshire  arrumbó hacia la masa de náufragos alemanes que nadaban entre petróleo y escombros y recogió a tan solo 110 marinos del malogrado buque, de un total aproximado de 800 sobrevivientes que flotaban en los alrededores condenándoles a una muerte segura al interrumpir las labores de salvamento. 

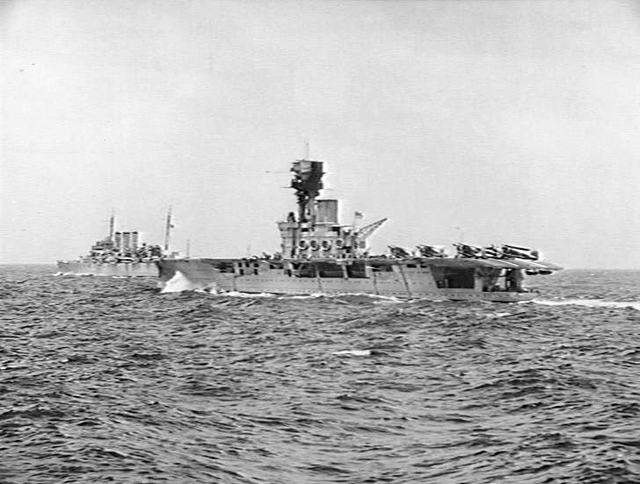
El portaviones Hermes junto al Dorset (junio de 1940.)

Uno de los rescatados, el cuarto director de tiro popel, Burkard von Müllenheim-Rechberg, el oficial alemán superviviente  con mayor rango, enrostró al capitán Martin por su actitud y este respondió que se había avistado un submarino y se retiraba de la zona.
El HMS Dorsetshire  posteriormente partió a Clyde y luego a Scapa Flow donde se produjo un cambio de mando de la nave asumiendo el capitán Shelton Agar. En julio fue enviado a  su habitual teatro de operaciones en las costas occidentales africanas.
Desde julio a septiembre de ese año, estuvo basado en Sierra Leona,  Freetown y realizó labores de escolta de convoyes provenientes de Canadá e Inglaterra.
En diciembre de 1941, estando al mando el capitán Augustus Willington Shelton Agar,  interceptó de sorpresa a otro aprovisionador alemán, el Python cuando petroleaba a dos U-Boote, el U-A (ex Batiray construido para Turquía en Alemania y requisado ante el inicio de la contienda) y el U-68, los submarinos realizaron inmersión de emergencia y el aprovisionador fue hundido por su tripulación. El U-A realizó un ataque fallido de torpedos contra el Dorsetshire el cual se retiró sin recoger prisioneros del lugar en prevención de otro ataque. Los náufragos fueron recogidos por el U-A.

## Hundimiento

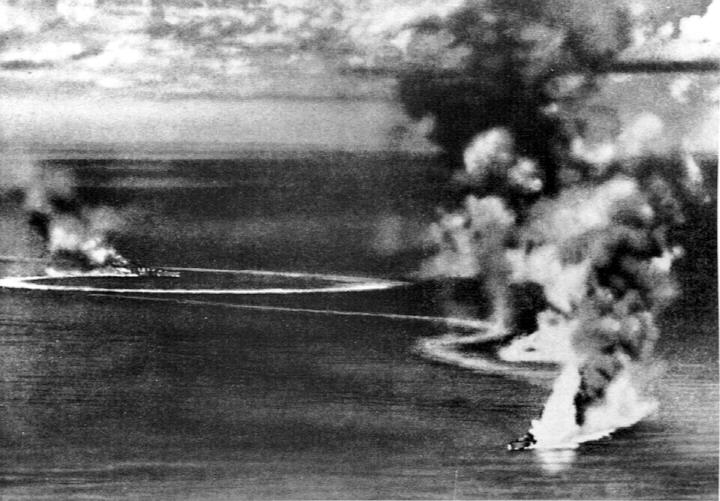
El HMS Dorsetshire (al fondo de la imagen) y el HMS Cornwall bajo ataque japonés el 5 de abril de 1942.

En marzo de 1942 fue destinado a Ceilan para unirse a la Flota Oriental del almirante Somerville. Varias unidades habían sido retiradas preventivamente tras llegar el aviso de que los portaaviones japoneses de Chuichi Nagumo habían abandonado las islas Célebes e incursionaban en el Índico. 
El 5 de abril de 1942,  los cruceros Dorsetshire y HMS Cornwall  realizaban una misión de escolta del HMS Hermes en ruta a Trincomalee. A 300 km de Ceylan,  fueron avistados por un avión de reconocimiento japonés,  y estos emprendieron la huida hacia el atolón de Addu; sin embargo estando a 370 km de Ceylan fueron  atacados por 90 aviones japoneses provenientes de la 1ª fuerza de portaaviones (Sōryū, Hiryū y Akagi)  de Chuichi Nagumo en su primera Incursión del Océano Índico hundiendo en menos de 20 minutos a las dos unidades.  En total se perdieron 424 vidas, varias de ellas debidas a los ataques de tiburones. 1.120 hombres se salvaron al ser rescatados por el crucero ligero HMS Enterprise y los destructores HMS Paladin y HMS Panther.

## Controversias

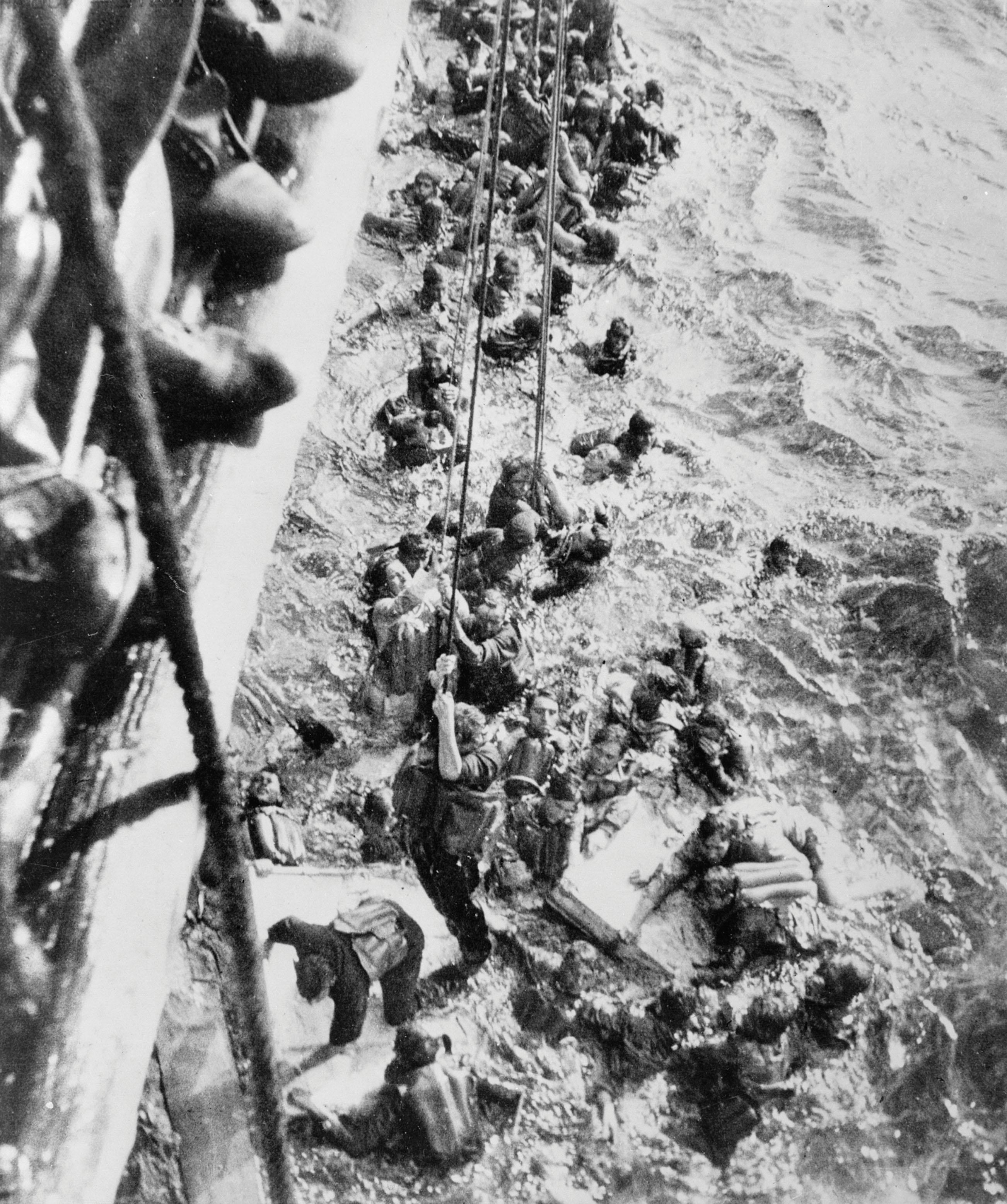
Rescate de los marineros del acorazado Bismarck (27 de mayo de 1941).

- El Dorsetshire disparó tres torpedos y 254 cañonazos al Bismarck en sus momentos finales, el 27 de mayo de 1941, hecho que ha servido a algunos historiadores ingleses para afirmar que el crucero británico en definitiva hundió por torpedeamiento al acorazado alemán. Sin embargo, las investigaciones submarinas llevadas posteriormente en los restos del acorazado alemán, más los relatos de los sobrevivientes que indican que las válvulas del fondo del acorazado ya estaban abiertas al momento de torpedeamiento parecen refutar esta afirmación.[3]

- En su libro " Acorazado Bismarck-relato de superviviente", el barón Burkard von Müllenheim-Rechberg critica al capitán Martin del HMS Dorsetshire por abandonar a la mayoría de sus camaradas en las gélidas aguas del Atlántico. Este acto aún es objeto de discusión por parte de historiadores.